# Svinica (Majur)
Svinica falu Horvátországban, a Sziszek-Monoszló megyében. Közigazgatásilag Majurhoz tartozik.

## Fekvése
Sziszek városától légvonalban 21, közúton 39 km-re délkeletre, községközpontjától légvonalban 7, közúton 13 km-re északnyugatra Sunja középső folyásánál, Mala Gradusa és Gornji Hrastovac között, a Sunja bal oldali mellékvize a Svinica-patak partján fekszik. Hosszan elnyúló, egyutcás falu, melynek házai az észak-déli irányból nyugat-keletire forduló főutca mentén, több kilométer hosszan sorakoznak.

## Története
Svinica a község egyik legrégibb települése, mely már a középkorban is létezett. Első írásos említése 1282-ben „terra Znyanicha” alakban történt. 1347-ben „possessio Zwyanycza”, 1400-ban „Zwyanycha”, 1410-ben „possessio Zwynicha”, 1464-ben „Zwyanycza”, 1501-ben „Zwyanycza”, 1549-ben „Zwynycza” alakban említik az írásos források. A középkorban a Babonićok, majd utódaik a Blagay család voltak a birtokosai. A 15. századtól többször támadta a török. A török támadások különösen 1463, Bosznia török kézre jutása után erősödtek fel. A község területe a 16. században már teljesen lakatlan volt. Az állandó török támadások közepette védőpajzsot képezett a török által megszállt és a horvát területek között. Lenković Iván uszkók főkapitány a bécsi haditanácsnak írt 1563-as jelentésében két erősséget említ ezen a területen Svinica és Mračaj várait. A várak Kostajnica – Svinica – Prevršac – Komogovina alkotta védelmi rendszer részei voltak. A szomszédos Kostajnica már 1556-ban török kézre került. Mračaj várát, mely a Blagay család tulajdona volt egészen 1559-ig védte a királyi katonaság, amikor felgyújtották és lerombolták, Svinicát pedig egy évvel később, 1560-ban rombolták le, mivel a török túlerővel szemben nem tartották védhetőnek. Ezután az egész terület török megszállás alá került, mely 1699-ig tartott. 
Az 1683 és 1699 között zajlott felszabadító harcokat a karlócai béke zárta le, melynek eredményeként a török határ az Una folyóhoz került vissza. 1696-ban a szábor a bánt tette meg a Kulpa és az Una közötti határvédő erők parancsnokává, melyet hosszas huzavona után 1704-ben a bécsi udvar is elfogadott. Ezzel létrejött a Báni végvidék, horvátul Banovina, vagy Banja. A kiürült területre megkezdődött a keresztény lakosság betelepítése. A község területére a török kézen maradt Boszniából horvát lakosság települt át. Az osztrák generálisok védelmi célból a Zrínyi-hegység vidékére a török határövezetből érkezett pravoszláv katonákat, köznevükön martalócokat telepítettek be. Így ez a terület vegyes etnikai összetételű lett. Svinicára pravoszlávok érkeztek, de a község más településein a horvátok voltak többségben.
A település 1773-ban az első katonai felmérés térképén „Dorf Szvynicza” néven szerepel. Lipszky János 1808-ban Budán kiadott repertóriumában „Svinica” néven szerepel.  Nagy Lajos 1829-ben kiadott művében „Szvinicza” néven 40 házzal és 201 lakossal találjuk. A katonai határőrvidék kialakítása után a Petrinya központú második báni ezredhez tartozott. A katonai közigazgatás megszüntetése után Zágráb vármegye részeként a Petrinyai járásának része volt. 1857-ben 769, 1910-ben 1088 lakosa volt. 1918-ban az új szerb-horvát-szlovén állam, majd később Jugoszlávia része lett. 
Különösen nehéz időszakot élt át a térség lakossága a II. világháború alatt. 1941-ben a németbarát Független Horvát Állam része lett, de a lakosság egy része felkelt az új rend ellen. A délszláv háború előtt lakosságának 93%-a szerb nemzetiségű volt. 1991. június 25-én a független Horvátország része lett. A délszláv háború idején szerb lakossága a JNA erőihez csatlakozott. A Krajinai Szerb Köztársasághoz tartozott. 1995. augusztus 6-án a Vihar hadművelettel foglalta vissza a horvát hadsereg. A szerb lakosság többsége elmenekült. A településnek 2011-ben 114 lakosa volt.

## Népesség
| Lakosság változása | Lakosság változása | Lakosság változása | Lakosság változása | Lakosság változása | Lakosság változása | Lakosság változása | Lakosság változása | Lakosság változása | Lakosság változása | Lakosság változása | Lakosság változása | Lakosság változása | Lakosság változása | Lakosság változása | Lakosság változása |
| ------------------ | ------------------ | ------------------ | ------------------ | ------------------ | ------------------ | ------------------ | ------------------ | ------------------ | ------------------ | ------------------ | ------------------ | ------------------ | ------------------ | ------------------ | ------------------ |
| 1857               | 1869               | 1880               | 1890               | 1900               | 1910               | 1921               | 1931               | 1948               | 1953               | 1961               | 1971               | 1981               | 1991               | 2001               | 2011               |
| 769                | 672                | 795                | 965                | 1.075              | 1.088              | 956                | 1.102              | 876                | 895                | 829                | 725                | 556                | 436                | 110                | 114                |

## Nevezetességei
- Keresztelő Szent János tiszteletére szentelt pravoszláv temploma 1830 körül épült késő barokk stílusban. Egyszerű, egyhajós épület, melynek ma már csak a csupasz falai állnak. 1941 júliusában az usztasák gyújtották fel és nem építették újjá. Ugyanebben az évben gyilkolták meg Danilo Babić svinicai parókust. A templom belsejében mára már kinőtt a fű. a harangtorony ugyancsak romokban áll. Belül a harangtorony alatt freskók nyomai látszanak.

- A falu közelében délre emelkedő erdős dombon áll a falu másik pravoszláv temploma, melyek Szent Petka tiszteletére szenteltek. A templom 1846-ban épült, 1941-ben az usztasák felgyújtották, de a falu lakói 1972-ben megújították. a délszláv háborúban a tetőzete megsérült, de az épület ma is áll.

- Svinica egykori várának mára nyoma sem maradt. Az első katonai felmérés térképén közvetlen a falu házai mellett nyugatra láthatók a romjai.

- Védett hagyományos építésű, kétszintes épület a 94-es házszámú fa lakóház.[7] A ház 19. század végén épült, és a 20. század elején helyezték át jelenlegi helyére. A hagyományos épület, mely eredeti formájában maradt fenn, benne eredeti ácsmunkákkal.